# Daniel Oberegger
Daniel Oberegger (* 20. August 1971 in Bozen, Italien) ist ein Südtiroler Komponist, Schriftsteller und Filmemacher.
Oberegger besuchte die Film- und Fernsehschule Zelig und produzierte danach Dokumentar- und Zeichentrickfilme für Kunstvereine, Schulen und die RAI. Als Komponist arbeitete er mit Francesco Valdambrini zusammen. Als Auftragskompositionen für den ORF entstanden 1998 Ritrovare für zehn Spieler und 1999 Welch ein Tag, deren Uraufführung jeweils im großen Sendesaal des ORF in Wien stattfand. Weiterhin komponierte er die Musik zu den Theaterprojekten Schatten – am Abgrund der Himmel für das Welt-Alten-Theater-Festival 1999 in Köln und Ich schaue in meinen Garten für das Festival Erinnern und Vergessen – Kunststücke Demenz im Schlosstheater Moers 2005.
Weitere Literatur- und Theaterprojekte entstanden in Zusammenarbeit mit Guido Moser. Oberegger veröffentlichte Beiträge in Kulturzeitschriften und verfasste mehrere Romane. Er ist mehrfacher Gewinner des Südtiroler Sparkassenpreises auf dem Gebiet der Prosa.

## Romane
- Natalie im Land der Farne, 4 Bände
- Irsassarrisar, Projekte-Verlag, 2009
- Afrika in Stilfser Brücke, Projekte-Verlag, 2010

## Kompositionen
- Black Mountain für Kammerorchester, 2008
- Bridges into infinity für großes Symphonieorchester, 2008
- Das Wachsen der Gräser für Orgel und Schlagwerk, 2008
- Die Prozession der Käfer, Zimmeroper, 2008
- Diversimento für Kammerorchester mit Cembalo, 2008
- Es tutet für Blechbläser, 2008
- Story of a Mapleseed für Orgel und Saxophon, 2008
- Wind und Fels, 2008
- 5 trikordale Melodien, inspiriert an den 5 chinesischen Elementen für Klarinette solo, 2007
- Steigender Augenblick für Klarinette und Streichquartett, 2007
- Sternenschlucht für Orchester oder zwei Klaviere, 2007
- Story of a Mapleseed für Flöte und Klavier, 2007
- Am Horizont - trikordales Streichquartett, 2004
- Am Horizont für 2 Klaviere, 2004
- Razorback für 2 Klaviere, 2003
- Botschaft der Hopi-Ältesten im Mai 2001 - trikordale Musik für Sopran, Mezzo-Sopran, Cello und Klavier, 2002
- Rapsodia Tricordale für Kammerorchester, 2001
- 10 neue Lieder zu Texten von Trude Saltuari für Gesang und Klavier, 2000
- Herbstblätter für Sopran, Violine, Klarinette und Klavier, 2000
- 5 Mariannelieder für Alt, Flöte, Klarinette, 1999
- Rudolph und Balduin für Violine und Klavier, 1999
- Welch ein Tag! für Mezzosopran und Klavier, 1999
- 3 Wohnungslieder für Sopran oder Tenor und Klavier, 1998
- Ritrovare für 10 Spieler, 1998
- 9 Kinderstücke für Klavier, 1996
- Die Kuppeln des Glaubens für Klavier, 1996
- Inno solenne all'instabilità für Klavier, 1996
- Gyu - Lu für Oboe und Klavier, 1995
- 10 Lieder zu Texten von Trude Saltuari für Gesang und Klavier
- Pinguini für Kammerorchester, 1994
- Dem überlebenden König gewidmet für Oboe, Horn, Violoncello, Klavier, 1993
- Quintettsatz für Piccolo, Oboe, Horn, Bratsche, Klavier, 1992